# Georges Breuil
Pour les articles homonymes, voir Breuil.
Georges Breuil est un artiste peintre français né Adrien Georges Noël Dubreuil le 21 juillet 1904 à Quevillon (Seine-Maritime, alors nommée Seine-Inférieure), mort à Bois-Guillaume (Seine-Maritime) le 20 janvier 1997.

## Biographie
Élève de l'École régionale des Beaux-Arts de Rouen en 1921-1922, Georges Breuil est cependant également l'ami et l'élève de Georges Braque.
Après les cinq années de la Seconde Guerre mondiale où il est prisonnier en Allemagne, il s'engage en 1947 dans la voie de l'abstraction. C'est sur les conseils de Georges Braque et de Jacques Villon qu'il expose pour la première fois à la Galerie Colette Allendy à Paris en 1953.
Installé au 1717, rue de l'Église à Bois-Guillaume, il est l'auteur en 1965 d'un essai intitulé Sublimation de l'art abstrait où il définit « la genèse d'une œuvre comme une pensée, premier moteur de la création qui devient acte », offrant au dictionnaire Bénézit de restituer qu'« il a contribué à faire comprendre la peinture abstraite dans la région rouennaise ».

## Expositions

### Expositions personnelles
- Galerie Colette Allendy, Paris, décembre 1953[2], 1954[1].
- Usine Renault de Boulogne-Billancourt (exposition soutenue par Georges Brassens, ami de l'artiste), mars 1961[6],[7].
- Galerie Michel Boutin, Paris, 1961.
- Georges Breuil - Musiques éclatées, mairie de Barentin, janvier 1982.

### Expositions collectives
- Structures - Groupement d'artistes des régions françaises pour la présentation de l'art abstrait et non-figuratif - IIIe Salon, Galerie des Beaux-Arts, Bordeaux, mars 1957[8].
- Abstrakte Maler aus Paris - Élie Borgrave, Georges Breuil, Vlassis Caniaris, Hella Guth, Jean Miotte, Galerie Günar, Dusseldorf, 1960.
- Musée des Beaux-Arts de Rouen, 1967, 1975[9].
- 17e Salon de l'Union des arts plastiques, Saint-Étienne-du-Rouvray, 1973.
- Les quarante ans de l'Union des arts plastiques, Saint-Étienne-du-Rouvray, mars 2003[10].
- Abstraction et figuration - Les années 50 : Jean Bazaine, Georges Breuil, Roger Chastel, Jean Degottex, Eugène Leroy, Gustave Singier, Artheme Galerie, Paris, décembre 2010 - janvier 2011[11].
- participations non datées : Salon des réalités nouvelles, Paris[5].

## Citations

### Dits de Georges Breuil
- « Quelle voie doit donc suivre aujourd'hui l'artiste abstrait ? Il doit exprimer la communion de l'humain avec le cosmos, son langage symbolique doit permettre à l'homme de crever l'enveloppe du connu et accéder à cette connaissance plus profonde de la nature ou du réel. Il doit essayer, au moyen de formes, d'harmonies, de rythmes, c'est-à-dire ce qu'en science on appelle le discontinu, seul perceptible par nos sens, de transmettre la notion de la réalité et de la permanence de l'univers, du continu. » - Georges Breuil[4].

### Réception critique
- « Tard venu à la peinture (ce n'est qu'à trente-six ans qu'il commence à prendre un pinceau, au cours de sa captivité en Allemagne), il expose pour la première fois à cinquante ans, à Paris, des œuvres de caractère abstrait aux modulations d'une grande délicatesse. » - Gérald Schurr[12].

## Collections publiques
- Fonds national d'art contemporain, Puteaux, Hanti, huile sur toile 128x96 cm, vers 1961[13].
- Musée des Beaux-Arts de Rouen, onze œuvres aux titres hiératiques : Inor, Imor, Gelor, Fugor, Finator, Ebriar, Demonior…
- École maternelle Casanova, Le Petit-Quevilly, fresque murale et éléments de sculptures[14].